# Бам (провінція)
Бам (фр. Bam) — одна з 45 провінцій Буркіна-Фасо. Розташована у Північно-Центральній області, столиця провінції — Конгуссі. Площа провінції — 4084 км².
Населення станом на 2006 рік — 277 092 чоловік, з них 132 086 — чоловіки, а 145 006 — жінки.

## Адміністративний поділ
Бам поділяється на 9 департаментів.